# Giacomo Vismara
Giacomo Vismara (ur. 15 grudnia 1952 roku w Cenate Sopra) – włoski kierowca wyścigowy. Zwycięzca Rajdu Dakar w 1986 roku w kategorii ciężarówek.

## Kariera
Vismara rozpoczął karierę w wyścigach samochodowych w 1980 roku od startów we Włoskiej Formule 2000. Z dorobkiem 24 punktów uplasował się na ósmej pozycji w klasyfikacji generalnej. W późniejszych latach pojawiał się także w stawce Włoskiej Formuły 3 oraz Europejskiej Formuły 3.